# لين مريديث
لين مريديث (بالإنجليزية: Lynn Meredith)‏ هو موسيقي أمريكي، ولد في 31 ديسمبر 1951 في مانهاتن في الولايات المتحدة.